# Pierre Billotey
Pour les articles homonymes, voir Billotey.
Pierre Billotey est un écrivain français né à Paris le 1er décembre 1886 et décédé le 5 avril 1932. Il fut le frère de Louis Billotey, peintre.

## Biographie
Il écrivit une dizaine de romans dans les années 1920 et au début des années 1930. Ses œuvres sont remplies d'humour avec des personnages atypiques, qui rappellent le style du roman Mon oncle Benjamin. Il voyagea en Asie du Sud-Est en 1929 et cela lui inspira son roman le plus célèbre Sao Kéo.
Il fit partie des membres fondateurs de l'Association des écrivains combattants.

## Œuvres
- 1922 : Le Cuistre Ensorcelé (A. Michel, coll. "Nouvelle collection Albin Michel")
- 1922 : Les Grands Hommes en Liberté, aventures curieuses de nos plus célèbres contemporains (Librairie de France, coll. "Bibliothèque des Marges")
- 1922 : Le Pharmacien Spirite (E. Malfère, coll. "Bibliothèque du Hérisson")
- 1922 : Historiettes (in La Revue critique des idées et des livres, no 202, juillet 1922)
- 1923 : Un Cœur Ardent (A. Michel)
- 1923 : Films d'une Minute (E. Malfère, coll. "Bibliothèque du Hérisson")
- 1923 : Raz Boboul (E. Malfère, coll. "Bibliothèque du Hérisson")
- 1924 : La Fortune de Fortuné, roman gai (Société d'édition et de publicité technique, coll. "du Merle blanc")
- 1924 : Apologie du roman (in La Pensée française, no 66, 10 janvier 1924)
- 1925 : La Fausse Amoureuse (A. Michel)
- 1926 : Le Trèfle à Quatre Feuilles (A. Michel)
- 1927 : Le Miroir aux Alouettes (in Les Annales, no 2, 15 juillet 1927)
- 1928 : Rien que la Chair (A. Michel)
- 1929 : L'Indochine en Zigzags (A. Michel)
- 1930 : Sao Kéo ou le bonheur immobile (A. Michel)
- 1932 : La Tour des Abeilles (Nouvelle Société d'édition)